# 椿市村
椿市村（つばきいちむら）は、福岡県京都郡にあった村。現在の行橋市の一部にあたる。

## 地理
行橋平野の西北部、平尾台山麓に位置していた。
- 河川：小波瀬川[1]

## 歴史

### 沿革
- 1889年（明治22年）4月1日 - 京都郡徳永村・須磨園村・常松村・福丸村・高来村・入覚村・下崎村・長尾村、企救郡矢山村（一部、字別所・大行事）が合併して村制施行し、椿市村が設立[1][2]。
- 1925年（大正14年）- 電灯点灯[1]
- 1928年（昭和3年） - 長尾に椿市郵便局開局[1]。
- 1949年（昭和24年）9月1日 - 小倉市大字新道寺字千仏・内蔵を編入[1][2]。
- 1954年（昭和29年）10月10日 - 京都郡行橋町、蓑島村、今元村、仲津村、泉村、今川村、稗田村、延永村と合併し市制施行して行橋市を新設し廃止された[1][2]。

### 地名の由来
かつて景行天皇が土蜘蛛の賊を退治した際に、海石榴樹から槌を作った。その槌を作製した場所を海石榴市（つばきいち）と名付け、のちに椿市としたことにちなむ。

## 教育
- 1893年（明治26年）- 入覚小学校を長尾に移転し椿市尋常小学校（現行橋市立椿市小学校）開校[1]。
- 1906年（明治39年）- 高等科を併置[1]。